# ボーン・トゥ・ラヴ・ユー
「ボーン・トゥ・ラヴ・ユー」（原題：I Was Born To Love You）は、イギリスのロックバンド・クイーンのボーカルであったフレディ・マーキュリーが1985年に発表した楽曲で、同年に発表されたソロアルバム『Mr.バッド・ガイ』に収録された。
1991年のフレディ他界後、クイーンのメンバーが1995年に発表したアルバム『メイド・イン・ヘヴン』にて、新たなアレンジを加えたバージョンを制作、収録した。

## 日本での評価
日本では1980年代後半にノエビアのテレビコマーシャルでフレディのソロバージョンの音源が使用されたが、1996年のキリン一番搾り生ビール、アサヒスーパードライ、2011年のカップヌードルのテレビコマーシャル、さらには2004年のTVドラマ『プライド』の主題歌としてクイーンバージョンが使用された。「プライド」の主題歌として起用されたことがきっかけとなりクイーンが再評価、『ジュエルズ』という日本限定のベスト・アルバムが150万枚以上を売り上げるほどの大ブームとなった。
このため日本では「ウィ・ウィル・ロック・ユー」や「伝説のチャンピオン」、「ボヘミアン・ラプソディ」などと並ぶクイーンの代表曲とされ、2005年の来日ツアーでも、アンコールでアコースティック・ギターのみの伴奏によるブライアン・メイとロジャー・テイラーのデュオによる演奏が披露された。またQUEEN + Adam Lambertの来日公演では毎回、クイーンバージョンがアダム・ランバートの歌唱で行われている。
DVD版の『ジュエルズ』では、フレディ版のMVとクイーンのライブ映像を繋ぎ合わせたMVが収録されている。
元プロ野球選手の稲葉篤紀は、北海道日本ハムファイターズの選手時代に得点のチャンス時のテーマ曲として使用し、プロボクサーの田中恒成や武居由樹は入場曲に使用している。

## 曲のアレンジ
終始8ビート。フレディのソロ・バージョンは、「テクノポップ」とも形容できる、シンセサイザーと打ち込みを多用したと思われるシンプルな構成になっている。イントロはヴォーカルから始まる。
また、クイーンのアルバム『メイド・イン・ヘヴン』に収録されたものは、効果音からスタートし、バックで演奏されているそれぞれの楽器の音の厚みも増している。ギター・ドラム・ベースはそれぞれブライアン・メイ、ロジャー・テイラー、ジョン・ディーコンが演奏している。また、フレディのアドリブ・ボーカルは、クイーンの曲「カインド・オブ・マジック」や、フレディのソロ曲「リヴィング・オン・マイ・オウン」から流用している。

## パーソネル
ソロ・バージョン
- フレディ・マーキュリー - リード・ボーカル、ピアノ、シンセサイザー
- フレッド・マンデル（英語版） - シンセサイザー、リズムギター
- ポール・ヴィンセント - リードギター
- カート・クレス - ドラムス
- ステファン・ヴィスネット - ベースギター、フェアライトCMI
- ラインホルト・マック（英語版） - フェアライトCMI、シンクラヴィア

クイーン・バージョン
- フレディ・マーキュリー - リード・ボーカル、バッキング・ボーカル、ピアノ、キーボード
- ブライアン・メイ - エレクトリック・ギター、キーボード
- ロジャー・テイラー - ドラムス、パーカッション
- ジョン・ディーコン - ベースギター

## シングル収録曲

### フレディ・マーキュリー
7" single
1. ボーン・トゥ・ラヴ・ユー - I Was Born To Love You (Mercury)
2. ストップ・オール・ザ・ファイティング - Stop All The Fighting (Mercury)

12" single
1. ボーン・トゥ・ラヴ・ユー (旋風ミックス) - I Was Born To Love You (Extended Mix) (Mercury)
2. ストップ・オール・ザ・ファイティング - Stop All The Fighting (Mercury)

### クイーン
1. ボーン・トゥ・ラヴ・ユー - I Was Born To Love You (Mercury)

## チャート

### フレディ・バージョン
| チャート (1985年) | ピーク |
| ----------------- | ------ |
| ドイツ            | 10     |
| イギリス          | 11     |
| オーストリア      | 20     |
| スイス            | 24     |
| 日本              | 55     |
| アメリカ          | 76     |

### クイーン・バージョン
| 年     | チャート | ピーク        |
| ------ | -------- | ------------- |
| 1996年 | 日本     | 45            |
| 2004年 | 日本     | 40 (Re-Entry) |

## 日本でのタイアップ
| バージョン           | タイアップ                                          | 備考                                                  | 時期   | 出典  |
| -------------------- | --------------------------------------------------- | ----------------------------------------------------- | ------ | ----- |
| フレディ・バージョン | ノエビア化粧品 CF・イメージ・ソング                 |                                                       | 1985年 | [ 4 ] |
| クイーン・バージョン | キリン「一番搾り」CMソング                          |                                                       | 1996年 | [ 5 ] |
| クイーン・バージョン | フジテレビ系ドラマ『プライド』主題歌                |                                                       | 2004年 | [ 6 ] |
| クイーン・バージョン | アサヒ飲料『SUPER H2O』CMソング                     |                                                       | 2006年 | [ 7 ] |
| クイーン・バージョン | アサヒビール「アサヒスーパードライ」CMソング        |                                                       | 2009年 | [ 2 ] |
| クイーン・バージョン | 日清食品「カップヌードル」CMソング                  | 歌詞が変更され、ボーカルをGary Mullenが担当している。 | 2011年 | [ 8 ] |
| クイーン・バージョン | SUBARU『IMPREZA』「人生を輝かせるクルマ篇」CMソング |                                                       | 2019年 | [ 9 ] |

## カバーしたアーティスト
| アーティスト             | 収録作品                              | 発売日                   | 備考                                                 |
| ボーン・トゥ・ラヴ・ユー | ボーン・トゥ・ラヴ・ユー              | ボーン・トゥ・ラヴ・ユー | ボーン・トゥ・ラヴ・ユー                             |
| ------------------------ | ------------------------------------- | ------------------------ | ---------------------------------------------------- |
| 坂上忍                   | SUMMER STORM                          | 1985年7月21日            | 日本語詞は売野雅勇。                                 |
| 本田美奈子               | ザ・ヴァージン・コンサート IN BUDOKAN | 1986年2月20日            | これがきっかけでブライアン・メイとの交流が始まった。 |
| ロニー・ロメロ           | Raised On Radio                       | 2022年4月15日発売        | [ 10 ]                                               |